# Михайловская (Великоустюгский район)
Михайловская — деревня в Великоустюгском районе Вологодской области России.
Входит в состав Покровского сельского поселения, с точки зрения административно-территориального деления — в Покровский сельсовет.
Расстояние по автодороге до районного центра — Великого Устюга — 19,5 км, до центра муниципального образования — Ильинского — 10,5 км. Ближайшие населённые пункты — Новосёлово, Чучеры, Гришино, Изонинская, Родионовица, Подволочье, Ярыгино.
По переписи 2002 года население составило 9 человек.